# 北條瑛祐
北條 瑛祐（ほうじょう えいすけ、1991年1月14日 - ）は、朝日放送テレビ（ABC）所属のアナウンサー。

## 来歴・人物
兵庫県明石市出身。須磨学園高校（2年先輩に元・陸上競技選手の小林祐梨子がいる）、関西大学を卒業後の2013年に、アナウンサーとして朝日放送に入社。同期入社は大野聡美（現在は報道局ニュースセンターの記者）で、学生時代に野球でのプレーを経験していたことから、「初鳴き（番組デビュー）」直前の取材で「ABCで野球実況をやらないのはもったいない。同じルーキーで（姓も同じ）阪神タイガースの北條史也内野手に（スポーツアナウンサーとして）会いたい」という抱負を述べていた。
2013年10月30日から2015年3月27日までは、朝日放送入社後初めてのレギュラー番組として『キャスト』（朝日放送テレビ平日夕方のローカルニュース番組）の水 - 金曜日で中継リポーターを担当。
2014年に「天王寺・ビールの祭典生中継」で第13回ANNアナウンサー賞番組部門の新人賞を受賞した。
2015年からは、阪神の沖縄春季一軍キャンプ取材（2月下旬）を皮切りに、スポーツアナウンサーとしての活動を本格的に開始。朝日放送ラジオでは『Monday! SPORTS - JAM』（スポーツ情報番組）で初めてレギュラーを務めるほか『ABCフレッシュアップベースボール』の阪神戦中継でベンチリポーターを担当。
2016年6月30日に『ABCフレッシュアップベースボール』で放送された阪神対横浜DeNAベイスターズ戦中継（阪神甲子園球場）からは、阪神戦中継の実況陣に加わっている。
2020年に、第19回ANNアナウンサー賞のスポーツ実況部門で優秀賞を受賞。
2021年の10月改編からは、スポーツアナウンサーの活動と並行で『ABCミュージックパラダイス』（朝日放送ラジオが12年3ヶ月振りに平日の深夜で復活させる生放送の音楽番組）の火曜日パーソナリティを務める。
特技は、ボウリングとけん玉。「初鳴き」直前の取材で報道陣を前に、自前のけん玉で大技を披露した。

## エピソード
- 大学時代に、阪神甲子園球場でビールの売り子の管理をするアルバイトを務める一方で、ロサンゼルスへの短期留学を経験した。本人曰く「当時の知人の妹の友人」に当たる女性と2022年7月に結婚[5]。
- 両親は明石市の公務員。元・尼崎市長の白井文は母親の友人で、ABCアナウンサーの中では北條を応援しているという[6]。
- 大学時代には、公務員やパイロットを志望。一時は公務員試験に向けて勉強し、ある航空会社のパイロット試験で3次面接まで残ったが、同級生がアナウンサー試験に臨むことを知ったため「公務員より面白そう」という理由で志望をアナウンサーに変更。朝日放送（当時）では、総合職の試験より先に実施されたディレクター職とアナウンス職の試験を受けた。最初に臨んだディレクター職の試験では最終面接にまで残ったが「実はアナウンス職の試験も受けたい」と申し出たところ、面接に居合わせた役員も了承（選考を事実上辞退）。そのため、改めて受けたアナウンサー試験の最終面接では、上記の事情を知る役員から「お帰りなさい」という歓迎の第一声を掛けられたという。本人によれば「どこの放送局でもアナウンサー試験が面白かった」とのことで、同期入社の大野とは他局のアナウンサー試験でも同席するなど、就職活動中から面識がある。
- 前述の経緯から、学生時代にアナウンス技術の研鑽を積む機会がなかった。朝日放送では入社当初からスポーツ実況を志望したが、新人研修では「報道番組とバラエティ番組に対応できるよう育てる」との方針で清水次郎（当時、在籍していたスポーツアナウンサー）・堀江政生（平日の夕方で長らくニュースキャスターを担当）・小寺右子（『ごきげん!ブランニュ』などのバラエティ番組にレギュラー出演）から指導を受けていた。

## 出演番組

### 現在
- 全国高校野球選手権大会中継
  - 入社1年目の2013年から、テレビ中継で「燃えろ!ねったまアルプス」のリポーターを担当。
  - 2015年からは、ラジオ中継の実況アナウンサー、出場校の選手に対するインタビュアー、甲子園スタジオのMCとして出演。
  - 2016年からは、テレビ中継でも実況担当。2018年の第100回大会では、BS朝日向けの中継で[7]初めて開会式の実況を担当した[8]。
  - 新型コロナウイルスへの感染拡大の影響で第92回選抜高等学校野球大会・第102回全国高等学校野球選手権大会が中止された2020年も、2020年甲子園高校野球交流試合（第92回選抜大会への出場が内定していた全32校による8月中旬の招待試合）を朝日放送グループとBS朝日で中継することに伴って、一部カードの中継で実況を担当。その中から鹿児島城西高等学校対加藤学園高等学校戦での実況によって、同年の第19回ANNアナウンサー賞でスポーツ実況部門の優秀賞を受賞した[4]。
  - 2021年には、第103回全国高等学校野球選手権大会の期間中に第25回全国高校女子硬式野球選手権大会の決勝が甲子園球場で組まれたことに伴って、女子選手権大会決勝（8月23日）の配信でも実況を担当した[9]。朝日放送→朝日放送テレビはこの試合で女子選手権大会の中継を初めて制作したため、同局のアナウンサーによる実況は北條が初めてである。なお、女子の選手権では、翌2022年の第26回大会でもテレビ中継で実況。
  - 2023年の第105回全国高等学校野球選手権記念大会では、開会式のテレビ中継と決勝（前年の第104回大会で優勝していた仙台育英対慶應戦）のラジオ中継で実況を担当。決勝のラジオ中継では、慶應の1番打者・丸田湊斗が大会史上初めて「決勝の1回表における先頭打者本塁打」を記録したシーンや、同校が（慶応普通部時代の1906年に豊中グラウンドで催された第2回全国中等学校優勝野球大会以来）107年振りに優勝したシーンを伝えた（テレビ中継では高野が実況を担当）。

#### テレビ
- ABC NEWS（不定期）
- スーパーベースボール
  - 2019年5月12日の阪神対中日ドラゴンズデーゲーム中継（甲子園）で、地上波テレビ向けに放送される阪神戦中継を初めて実況（解説：福本豊・下柳剛）
- サンテレビボックス席（サンテレビジョン、ABCの関与しない中継にABCアナウンサーとして出演）
- 速報!甲子園への道
  - 入社1年目の2013年に、関西ローカルパートのリポーターとして出演した。2015年からは、スポーツアナウンサーとして、全国ネットパート（速報ダイジェスト）のナレーターを務めることがある。
- プロ野球ドラフト会議中継（スカイA、2015年から会場内のリポートを担当）
- 猛虎キャンプリポート（スカイA）
  - 2015年2月23日午前の放送分に、スポーツアナウンサーとして初めて出演。
- オリックス・バファローズ制作、同球団主催ゲーム中継（以下の番組で放送）の実況（2015年6月11日より）
  - J SPORTS STADIUM（J SPORTS）
  - パ・リーグTV
  - ニコニコ生放送
- 野球以外のスポーツ中継
  - ゴルフ中継では、2017年6月の日医工女子オープン中継（スカイA）で実況デビュー。
  - パーフェクトボウリング（スカイA）
- 全日本大学駅伝対校選手権大会中継（テレビ朝日・メ〜テレ共同制作、全国ネット）
  - チェックポイント（中継所）での実況リポート要員の1人として、2018年から派遣。
- おはよう朝日ですシリーズ
  - 平日版第2部（午前6・7時台）スポーツキャスター兼サブアナウンサー 
    - 月・火曜日担当：2020年10月5日 - 2022年7月12日
    - 月曜日担当：2022年7月18日 -

  - 祝日版（祝日が月曜日の場合にのみ出演）：2023年7月19日 -
    - 第1回（2023年7月17日の海の日に放送）から、第1部（午前5時台）のMCと第2部のコーナー進行を担当。

#### ラジオ
- ABCニュース（不定期、初めての担当は2013年7月9日放送分[10]）
- ABCフレッシュアップベースボール
  - 2015年からベンチリポーターや、関西圏のオリックス主催試合中継（主に対戦球団の地元ラジオ局への裏送り分）の実況を担当。阪神戦中継では、2016年6月30日の対横浜DeNAベイスターズ戦（甲子園）で実況デビュー。
- オリックス戦中継では、2018年5月9日の対北海道日本ハムファイターズ戦（京セラドーム大阪）で、2回表に日本ハムの清宮幸太郎内野手がNPB一軍公式戦初本塁打を放った瞬間を『HBCファイターズナイター』（HBCラジオ）向けに実況した。
- ラジオで虎バン!
  - 他のスポーツアナウンサーと交互に、「タイガースヘッドライン」（阪神タイガース関連のニュース・取材報告コーナー）を随時担当。
- ABCミュージックパラダイス 火曜日（2021年9月28日 - 2023年9月26日＜予定＞）
  - 中嶋イッキュウ（tricot）とのコンビでパーソナリティを担当
- おはようパーソナリティ小縣裕介です（不定期）
  - 先輩のスポーツアナウンサーでもある小縣裕介が休演する場合に、2022年7月28日（木曜日）放送分からパーソナリティ代理を随時担当。

### 過去

#### テレビ
- おはよう朝日です
  - 自己紹介を兼ねて、同期入社の大野と共に、2013年7月9日放送分へ出演。テレビ番組へのデビューを果たした[10]。
- キャスト（水 - 金曜中継リポーター、2013年10月30日 - 2015年3月27日）
  - 「水曜中継 ウチきて!」では西代洋（ミサイルマン）とのコンビ、「木曜中継 立入禁止お邪魔します」ではさゆり（かつみ・さゆり）とのコンビ、「金曜中継 土日にGO!」では単独でリポートを担当。
  - 2019年6月21日放送分の「道上さんの中継」（「土日にGO!」の後継コーナー）では、なわてボウル（四條畷市）にてボウリングの実況を担当。
- 高校野球100年の夏（2015年8月10日、2015年8月14日）
- 志村&所の戦うお正月2016（テレビ朝日・朝日放送共同制作・テレビ朝日系列全国ネットの特別番組、2016年1月1日）
  - コーナーの進行役として、地上波・全国ネットのテレビ番組へ初出演。
- おはようコールABC 火曜日（スポーツキャスター、2020年3月31日 - 9月29日）
  - 『おはよう朝日です』の放送枠拡大・2部構成化を機に終了したが、同番組の火曜放送分にもスポーツキャスターとして引き続き出演。
- なるみ・岡村の過ぎるTV（2024年9月2日）
  - 明石市を特集した回のスタジオゲストとして出演。同じ明石市出身で在阪局の同期である豊崎由里絵（元・毎日放送アナウンサー）と共演。
- あっちこっちAぇ!（2025年1月12日 -3月30日 ）- ナレーター（2月9日- 3月2日は、体調不良でロケを欠席したAぇ!groupの 末澤誠也 ）澤田有也佳と対で担当。

#### ラジオ
- おはようパーソナリティ道上洋三です（2013年7月9日）
  - 『おはよう朝日です』に続いて、大野と共に出演。ラジオ番組へのデビューを果たした[10]。
- Monday! SPORTS - JAM（2015年3月30日 - 2021年9月20日）
  - スポーツアナウンサーの後輩（福井治人または小西陸斗→佐藤修平）と交互に「ナビゲーター」を担当。2016年1月1日放送の『これぞ!Bs魂　今年こそ絶対優勝やでスペシャル』にも出演した。
- 北條瑛祐のちょびっと（2016年2月22日 - 24日）
- サクサク土曜日 中邨雄二です
  - 通常は、シフト勤務の一環で、番組内の『ABCニュース』のみ担当。2017年2月4日放送分では、アシスタントの林智美がインフルエンザへの罹患によって休演したことから、全編にわたってアシスタント代理を務めた。このような縁で、放送上は「サクサクファミリー」の一員とみなされている。
- 武田和歌子のぴたっと。シリーズ（2015年2月 - 2020年10月）
  - 『武田和歌子のぴたっと。』2015年2月24日放送分で、スポーツアナウンサーとしては初めての阪神関連リポートを担当。プロ野球シーズン中に放送の『武田和歌子の野球にぴたっと。』にも、同年から随時出演していた。
- 堀江政生のほり×ナビ（2016年度のナイターオフ番組）
  - スポーツ関連のニュース・企画を放送する第1部（18時台）に不定期で出演
- 伊藤史隆のラジオノオト（2017年度以降のナイターオフ番組）
  - 「虎バンアナウンサー」として、他のスポーツアナウンサーと交互に、2019年度まで18時台の「スポーツヘッドライン」へ出演。
- 桑原征平粋も甘いも
  - 2020年6月17日（水曜日）の「征平の1時の一字」に、下柳剛とともにゲスト出演。2021年5月27日（木曜日）の「征平の、男性アナウンサーもいらっしゃい!」（いずれも13時台のコーナー）へ単独で登場した際に、朝日放送へ入社するまでのいきさつなどを明かした。